# Piper sericeo-nervosum
Piper sericeo-nervosum är en pepparväxtart som beskrevs av William Trelease. Piper sericeo-nervosum ingår i släktet Piper och familjen pepparväxter. Inga underarter finns listade i Catalogue of Life.